# رابرت پرایمز
رابرت پرایمز (انگلیسی: Robert Primes؛ زادهٔ ۱۰ ژانویهٔ ۱۹۴۰) فیلم‌بردار اهل ایالات متحده آمریکا است. وی از سال ۱۹۷۳ میلادی تاکنون مشغول فعالیت بوده‌است. وی همچنین برندهٔ جوایزی همچون جوایز امی ساعات پربیننده شده‌است.